# Milan Vrabec
Milan Vrabec (* 1947) je bývalý slovenský fotbalista, záložník.

## Fotbalová kariéra
V československé lize hrál za Slavii Praha.Nastoupil ve 12 ligových utkáních. Gól v lize nedal. Do Slavie přišel z Púchova.

## Ligová bilance
| Ročník                                   | Zápasy | Góly | Klub         |
| ---------------------------------------- | ------ | ---- | ------------ |
| 1. československá fotbalová liga 1975/76 | 11     | 0    | Slavia Praha |
| 1. československá fotbalová liga 1976/77 | 1      | 0    | Slavia Praha |
| CELKEM 1. liga                           | 12     | 0    |              |